# 林孟和
林謙（1438年—？），字孟和，福建興化府莆田縣人，民籍，明朝政治人物。

## 生平
成化元年（1465年）乙酉科福建鄉試第四十二名舉人，二年（1466年）中式丙戌科會試第七名，二甲第六十二名進士。任南京戶部主事。

## 家族
曾祖林崇德；祖父林體遜；父林瑄。弟林照。從子林檣。子林世槐。孫林益、林豫、林咸、林恒。